# Integraal waterbeheer
Integraal waterbeheer is een vorm van waterbeheer waarin verschillende doelstellingen en beheersvormen samenkomen, zoals het beheer van grondwater, het beschermen tegen overstromingen en het tegengaan van watervervuiling. De Europese Kaderrichtlijn Water en de Nederlandse Waterwet zijn er op afgestemd.

## Ontstaan
De term integraal waterbeheer kwam omstreeks 1980 op en was onder meer richtinggevend voor de Nederlandse beleidsnota met de naam 'Derde nota waterhuishouding'. Tot die tijd kende het waterbeheer drie afzonderlijke aspecten: waterkwantiteit, waterkwaliteit en grondwater. Men raakte ervan overtuigd dat meer afstemming nodig was. Daarnaast ervoer men het beleid niet alleen te eenzijdig gericht op het houden van 'droge voeten' maar ook de aanpak achtte men te beperkt, met alleen zo hoog mogelijke dijken en zo snel mogelijke afvoer van water naar zee. Tegelijk was duidelijk geworden dat de kwaliteit van water meer aandacht vroeg en in het verlengde hiervan ook natuurgebieden baat hadden bij voldoende water van voldoende kwaliteit. Ruimtelijke ordening en milieubeleid raakten eveneens aan waterbeleid. Bovendien werd de afhankelijkheid van het water van buurlanden zeer zichtbaar. Belgische en Nederlandse rivieren ontvangen hun water uit Duitse en Franse rivieren, inclusief eventuele vervuiling.

## Betekenis
Nauw verbonden met de term integraal waterbeheer zijn ‘watersysteem’ en samenhang. Bij samenhang gaat het om de afstemming van:
- waterkwaliteit en -kwantiteit, zowel van oppervlaktewater als grondwater,
- de diverse relevante beleidsterreinen en bestuurslagen van de overheid,
- de wensen van verschillende bij water betrokken maatschappelijke partijen,
- verschillende onderdelen en gebruiksfunctie van het watersysteem, zoals:
- het beheer van waterbodem, de oevers, de technische infrastructuur en de biologische component,
- het waterbeheer in verschillende onderdelen van het stroomgebied, boven-, midden- en benedenstrooms.

In concreto ging het bij bijvoorbeeld het beheer van duinen erom dat de waterwinning rekening ging houden met de effecten van dat beheer op de lokale flora en bij het beheer van rivieren dat de inrichting met sluizen niet alleen met scheepvaart en waterafvoer maar ook met de vismigratie rekening hield.

## Klimaat
Aan het eind van de 20e eeuw verschoof de nadruk meer naar waterbeheer dat ‘klimaatbestendig’ is en waarbij het afvoer van water minder belangrijk werd ten opzichte van het zoeken van mogelijkheden om het vast te houden en te bergen, bijvoorbeeld in natuurgebieden. Dit zien we terug in de Nederlandse Vierde nota waterhuishouding. Bij het zogenaamde dynamisch kustbeheer probeert men door de zee meer ruimte te geven doelstellingen van veiligheid en biodiversiteit te combineren.

## Bron
Ministerie van Verkeer en Waterstaat, 1989, Derde nota waterhuishouding, SDU uitgeverij 's-Gravenhage; Tweede Kamer, vergaderjaar 1988-1989, 21 250, nrs. 1-2.